# Corso Calatafimi
Corso Calatafimi è uno dei più importanti assi viari della città di Palermo. 

## Descrizione
Collega Monreale con Piazza Indipendenza e può essere suddiviso in due tronconi a partire dall'incrocio a livello sfalsato con la circonvallazione: la parte alta con le adiacenti zone di Mezzomonreale, Borgo Molara e Aquino Molara quasi al confine occidentale della città, e la parte bassa adiacente al quartiere di Villa Tasca e anche al quartiere Cuba. 
Corso Calatafimi è collegata alla rete di trasporto pubblico locale mediante le linee di autobus 309, 389 e nella parte compresa tra Via Paruta e La Rocca anche dalla linea 307. Di notte invece tutto il corso è percorribile mediante la linea notturna N4. 
- Corso Calatafimi alto: è principalmente costituito da un'ampia zona residenziale, il cui fulcro sta nella via Filippo Paruta, e diverse attività commerciali poste sull'asse. È attraversata dal canale di Boccadifalco (borgata collegata al Corso tramite la "Conigliera") in modo trasversale;

- Corso Calatafimi basso: una delle più importanti aree dello shopping palermitano, coadiuvato dalla vicinanza con le attrazioni turistiche attigue (Villa Di Napoli, Necropoli punica, Palazzo dei Normanni, La Cuba, San Giovanni degli Eremiti, Fontana dei due Draghi, Piazza Indipendenza, Porta Nuova).